# Lavendon Castle
Lavendon Castle var en middelalderborg nord for landsbyen Lavendon i Buckinghamshire i England.
Den blev opført som en motte-and-baileyfæstning og nævnes i pipe roll fra 1192–3. Motten blev ødelagt i 1944 og meget keramik fra 1100-tallet blev frilagt. En gårdbygning og terrasse-haver blev bygget i 1600-tallet. Det har udjævnet bakken, så kun jordvoldene er tilbage.